# DOSLFN
DOSLFN은 도스 운영 체제에서 8.3 파일 이름 이상의 긴 파일 이름을 사용할 수 있게 하는 컴퓨터 프로그램으로, 종료 후 상주 프로그램(TSR)의 형태로 실행된다. MS-DOS 버전 7.0 이상 혹은 프리도스에서 사용 가능하다. 프리웨어이다.
DOSLFN을 사용하면 FAT 형식의 플로피 디스크 및 하드 디스크에서 긴 파일 이름을 읽고 쓸 수 있으며, CD롬에서의 긴 파일 이름도 지원한다. 단, MS-DOS에 기본적으로 포함된 CD롬 에뮬레이터(MSCDEX.EXE)를 사용할 경우 MSCDEX.EXE의 한계로 CD롬의 ISO 9660:1999 형식을 읽을 수 없으므로 CD롬의 긴 파일 이름을 읽으려면 SHSUCDX 등의 별도 CD롬 에뮬레이터를 사용해야 한다. DOSLFN을 사용하지 않고 SHSUCDX만을 사용할 경우 CD롬에서 8.3 형식의 한글 이름을 읽을 수 있으나 DOSLFN은 CD롬의 경우 한글 등의 DBCS를 지원하지 않는다.
최초 개발자는 독일의 헨릭 하프트만(Henrik Haftmann)이며 2003년 5월의 버전 0.32o까지를 끝으로 더 이상 개발하지 않고 있다. 버전 0.32o 이후의 유지·개발자는 호주의 제이슨 후드(Jason Hood)이며 2010년 2월 현재의 최신 버전은 2006년 10월 공개된 버전 0.40e이다. 중국의 한 도스 동호회에서는 버전 0.40e를 개량하여 버전 0.40f를 공개하였는데 이것은 일종의 해적판으로, 이 버전은 영어 이외의 언어 변환 테이블을 불러올 때 이전 버전보다 적은 메모리를 사용하도록 개선되었다.